# Kragilan (Gemolong)
Kragilan is een bestuurslaag in het regentschap Sragen van de provincie Midden-Java, Indonesië. Kragilan telt 3204 inwoners (volkstelling 2010).